# Poesía homoerótica hispanohebrea

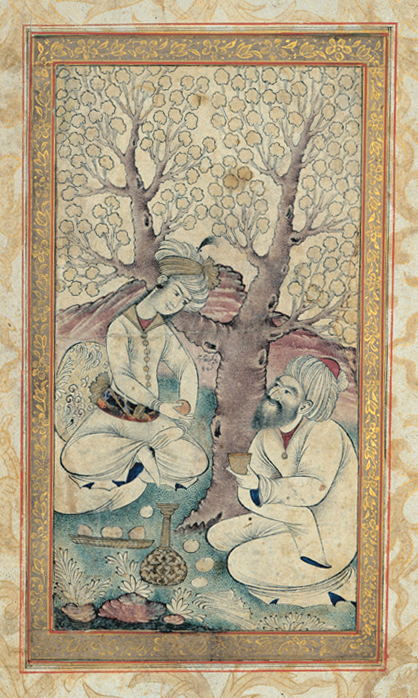
Jeque y joven de fiesta en un jardín, por Mohammad Ali, 1530; Museo Reza Abbasi, Marruecos. En la seducción y conquista del copero, siguiendo el estilo y temas poéticos del bagdadí Abu Nuwas (747-815), los poetas árabes y hebreos combinaban los géneros amoroso y báquico.

Entre los poetas hispanohebreos se dio una considerable producción de poesía homoerótica, género que, al igual que sus contemporáneos musulmanes, cultivaron los grandes poetas de la época, especialmente durante su «Siglo de oro» (alrededor del siglo XI).
La civilización sefardí se originó en el momento en que la cultura árabe constituía el entorno que influyó en su desarrollo. Tradicionalmente se ha sostenido que los judíos medievales tuvieron mayor seguridad y un más alto nivel de integración política y cultural en el mundo árabe que bajo regímenes cristianos; durante este periodo, que se ha denominado la «Edad de Oro», los judíos sufrieron relativamente poca persecución, en nada comparable al trato recibido de los cristianos. Este escenario de tolerancia cambiaría con la llegada de los almorávides a finales del siglo XI y la invasión de los estrictos almohades en el siglo XII, propiciando la dispersión o conversión de la comunidad sefardí de al-Ándalus.
Los sefardíes adoptaron abiertamente la cultura árabe, utilizando el árabe no sólo como lengua hablada, sino también en la mayor parte de su producción escrita. Los poetas árabes consideraban su idioma, la lengua del Corán, como la más hermosa, y el verso árabe como la forma más alta de poesía; los poetas judíos pensaban igual de sus sagradas escrituras y compusieron sus poemas en hebreo clásico, la lengua de la Biblia. El «Siglo de Oro» de la poesía hispanohebrea se desarrolló en las cortes literarias de los distintos reinos de taifas; al igual que la poesía árabe, su producción poética disminuyó en el siglo XII bajo el dominio de almorávides y almohades. Hacia el final del siglo X Dunash ben Labrat revolucionó la poesía hebrea en Al-Ándalus, adoptando tanto la métrica árabe como la estrofa monorrima. En cuanto a los temas, los poetas hebreos imitaron extensivamente los poemas báquicos, la descripción de los jardines y la poesía amorosa árabe.
En general, las Escrituras son bastante restrictivas en relación con la práctica sexual, incluso dentro del matrimonio, y ciertamente respecto al adulterio, la homosexualidad, la masturbación y el bestialismo. Pero como sucedía también entre los musulmanes, en el pensamiento y la práctica sobre la sexualidad entre los judíos de Al-Ándalus debe separarse la oficialidad de la práctica real. Los sefardíes vivían normalmente en armonía con sus vecinos musulmanes; participaban en las fiestas que se alargaban toda la noche, disfrutando de las cantantes, los bailarines y los coperos que servían el vino. Muchos de ellos amaban tanto a varones como a mujeres, y aunque usualmente estaban casados, mantenían relaciones sexuales con los jóvenes.
Entre los poemas de amor escritos por ambas culturas hay un importante repertorio de poemas homoeróticos. Los autores eran los grandes rabinos y eruditos de la época, los líderes de la comunidad como Ibn Gabirol, Semuel ibn Nagrella, Moses ibn Ezra y Yehudah Halevi. La poesía medieval hebrea (y la árabe) que trata el tema erótico puede ser descrita como una «poesía del deseo» o «poesía de la pasión»; los poemas no reflejan necesariamente experiencias vividas, sino posiblemente sentimientos de anhelo no consumado.

## Contexto histórico

### Sefarad
Procedentes de Jerusalén, los miembros de las tribus de Judá y de Benjamín se establecieron tras la destrucción de Jerusalén en el año 71 en la península ibérica. Originalmente, «Sefarad» (en alfabeto hebreo: ספרד), era un lugar mencionado en la Biblia, en el libro de Abdías, donde se dice que cuando los enemigos de Israel sean derrotados y los israelitas dispersos retornen a Sion, «los cautivos de Jerusalén que están en Sefarad poseerán las ciudades del Neguev». Sefarad era por tanto un lugar de la diáspora judía, y se piensa que correspondía con Sardes, en Asia menor. La traducción aramea de la Biblia tradujo «Sefarad» como «Aspamia», pensando probablemente en Apamea, una ciudad de Mesopotamia. Pero la similitud fonética con «Hispania», el nombre romano para la península ibérica, hizo que los judíos que vivían en al-Ándalus, y que se creían descendientes de la nobleza judía deportada por los romanos tras la destrucción de Jerusalén en la rebelión de Bar Kojba en el siglo I, concluyeran que el oráculo de Abdías se refería a España, y se llamaron a sí mismos «sefardíes».

### Época Omeya y reinos de taifas

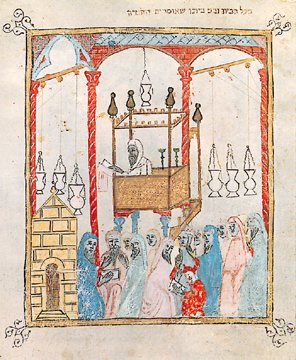
Imagen de un cantor leyendo el Pésaj en al-Ándalus. Miniatura del Haggadah de Barcelona,, España.

Los judíos habían sufrido una considerable persecución en España bajo el reino visigodo, y con la conquista peninsular por los árabes en el año 711, los judíos se convirtieron en sus aliados inmediatos. La civilización sefardí se originó en el momento en que la cultura árabe constituía el entorno que influyó en su desarrollo. Tradicionalmente se ha sostenido que los judíos medievales tuvieron mayor seguridad y un más alto nivel de integración política y cultural en el mundo árabe que bajo regímenes cristianos; durante este periodo, que ha sido denominado la «Edad de Oro», los judíos sufrieron relativamente poca persecución, ciertamente en nada comparable al maltrato sufrido a manos de los cristianos. 
La tolerancia de los omeyas convirtió España en un refugio, y judíos de toda Europa emigraron a al-Ándalus, 
donde eran considerados dhimmis (en idioma árabe ذمّي) o ahl ad-dhimmah (protegidos o gente protegida); este apelativo se aplicaba a aquellos que sin ser musulmanes vivían sometidos en países islámicos, pagando tributo y con sus tierras sujetas a impuesto, a cambio de lo cual podían conservar sus costumbres y religión y no podían ser esclavizados o maltratados. 
El islamismo no sentía necesidad de establecer su identidad a expensas de los judíos, lo que sí sucedía en el cristianismo, ni negar a judíos o cristianos su historia continuada al lado del Islam. Los musulmanes veían a cristianos y judíos como la «Gente del Libro» (en árabe أهل الكتاب, Ahl al- Kitâb) o como la «gente protegida» (dhimmis), pero al fin y al cabo, «gente» que vivía su propia historia diseminados entre los musulmanes. Debido a la sura 2:256 del Corán («No cabe coacción en religión.») los musulmanes no dedicaron mucha energía a forzar a los judíos a convertirse. Del mismo modo, así como en la cristiandad la legislación y la economía marginaban a los judíos, en el mundo árabe la ley musulmana, Sharia (en árabe شَرِيعَة, šarīʿa, «vía o senda»), legislaba por igual sobre todos los dhimmis, siendo una legislación estable, consistente, predecible y difícilmente sujeta a aplicaciones o interpretaciones arbitrarias, y los judíos participaban de la vida económica de la sociedad árabe en casi todos sus aspectos. 
En contraste con la segregación geográfica de las juderías en la Europa cristiana, en las ciudades musulmanas, donde vivían mayoritariamente los judíos, la separación residencial de etnias y religiones era normal, voluntaria y generalizada, sin estigma alguno.
La sociedad sefardí en al-Ándalus se caracterizó por su sentido de noble ascendencia, su tradición de servicio a los gobernantes gentiles, una historia de cripto-judaísmo (la práctica secreta de su religión tras una conversión aparente) y sus grandes logros culturales en filosofía y poesía.
En un ambiente de relativa seguridad, los judíos adoptaron abiertamente la cultura árabe, cambiando el arameo por el árabe no sólo como lengua hablada, sino también como lengua de la mayor parte de su producción escrita. Leían literatura islámica, incluso el Corán, y los intelectuales estudiaban filosofía en un entorno de igualdad con sus colegas musulmanes; la Medicina, ampliamente abierta a los judíos, les permitía el acceso a la alta sociedad árabe: hubo judíos ocupando altos cargos en las cortes árabes ya fuera como médicos, burócratas o, en raras ocasiones, consejeros cercanos a los califas y sultanes; en el siglo XI Semuel ibn Nagrella, más conocido como ha-Naguid («el príncipe»), sirvió al rey de la Taifa de Granada como visir, jugando incluso un indeterminado rol militar en batallas contra los estados musulmanes vecinos.
La élite judía constituyó en sus propias comunidades cortes ilustradas similares a las de sus gobernantes musulmanes, donde se discutían temas judíos y se hacían lecturas (en ocasiones cantadas) de poetas hebreos. Los temas abarcaban desde el amor, el vino o la naturaleza hasta, en el único caso de ibn Nagrella, la guerra.

### Reconquista. Almorávides y almohades
El avance de los reinos cristianos durante la Reconquista provocó la demanda de ayuda y la llegada de los almorávides (en árabe المرابطون, al-Murābitun, «el morabito», especie de ermitaño musulmán) a finales del siglo XI y la invasión de los almohades (en árabe الموَحدون, al-Muwahhidūn, «los que reconocen la unidad de Dios») en el siglo XII. El islamismo más estricto de estos últimos hizo que los dhimmis, así como los musulmanes considerados libertinos sufrieran una violenta opresión. Los sefardíes de al-Ándalus que no fueron masacrados se convirtieron al islam o marcharon; miles de ellos escaparon al sur de Francia, donde establecieron una comunidad sefardí junto a los previamente establecidos asquenazíes; otros se instalaron en las comunidades que habían creado en los reinos cristianos aquellos que marcharon de al-Ándalus tras la llegada de los Almorávides. Pese a que la ley judía prescribe el martirio como preferible a sucumbir en la idolatría (como hicieron los asquenazíes durante la Primera Cruzada en 1096), se produjo una apostasía masiva entre los sefardíes en el periodo almohade, en parte por su creencia de que el islam era verdaderamente monoteísta, por el ejemplo de disimulo (en árabe التقية, taqiyya) de los herejes y grupos minoritarios en el mundo árabe o por dudas religiosas sobre la unicidad y superioridad del judaísmo, que se habían instilado entre ellos a través del estudio de la filosofía.

## Homosexualidad entre los hebreos en la Edad Media
Eruditos bíblicos sugieren que la dureza de los pasajes del Levítico (18:22, 20:13) 
y el Deuteronomio (22:5) 
que influyeron durante siglos las perspectivas judías sobre el erotismo homosexual y transgénero hunde sus raíces en los esfuerzos de los antiguos israelitas por distinguirse de los cananitas que habitaban el creciente fértil antes de su llegada. En la religión cananita las variantes de género y tendencia sexual se asociaban con la reverencia divina, en la forma de prostitución sagrada por parte de los sacerdotes y sacerdotisas de la diosa Athirat y su consorte masculino Baal.

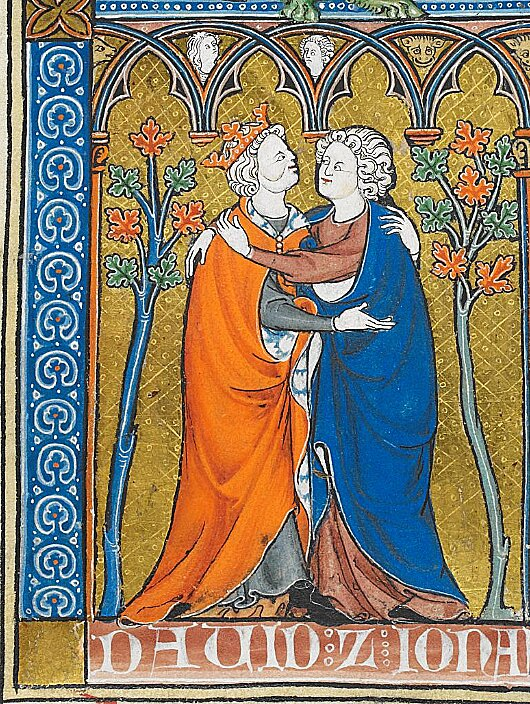
David y Jonatán abrazados, miniatura en el manuscrito francés Le Somme le Roy, 1290; Museo Británico, Londres.
«Angustia tengo por ti, hermano mío Jonatán,
Que me fuiste muy dulce.
Más maravilloso me fue tu amor
Que el amor de las mujeres.»
2 Samuel (1:26)
El amor de David y Jonatán que se narra en los libros de Samuel ha sido interpretado como un precedente bíblico de la homosexualidad.

En general, las Escrituras son bastante restrictivas en relación con la práctica sexual, incluso dentro del matrimonio, y ciertamente respecto al adulterio, la homosexualidad, la masturbación y el bestialismo. 
La relación sexual entre hombres adultos podía ser penalizada con la muerte por lapidación. Algunas creencias ganaron fuerza entre los hebreos medievales, como que los hombres que participaran en actos eróticos con otros hombres serían castigados por Dios con una muerte temprana; los terremotos y eclipses solares se contemplaban también como castigos por el pecado de sodomía. A finales del siglo XII los escritos de Maimónides recogen una de las primeras condenas judías específicas del lesbianismo: «Las mujeres tienen prohibido mantener relaciones con otras mujeres, una práctica de las tierras de Egipto.»
El historiador Norman Roth, en «A Note on Research into Jewish Sexuality in the Medieval Period» (Una nota sobre investigación de la sexualidad judía en el periodo medieval), señala que, como sucedía también entre los musulmanes, en el pensamiento y la práctica sobre la sexualidad entre los judíos en el periodo medieval debe separarse la oficialidad de la práctica real, lo que era sancionado y proscrito por la ley o la enseñanza moral, y lo que realmente se creía y llevaba a cabo. Semuel ibn Nagrella, que llegó a ser visir de la taifa de Granada y comandante en jefe de su ejército, escribió extensos poemas de amor en hebreo sobre mujeres y muchachos, tanto musulmanes como judíos. Al parecer, incluso anteriormente la comunidad judía se mostraba preocupada por las relaciones sexuales entre hombres judíos y goyim (gentiles), y el hecho de que dieran no sólo con mujeres, sino también con jovencitos.   
Existen registros de quejas al respecto de relaciones prohibidas entre hombres por parte de dos autoridades caraitas desde oriente; Daniel Alqumisi (siglo IX) y Sahl ben Masliah (siglo X), previniendo contra el contacto con los gentiles y cómo los judíos aprendieron, en contacto con ellos, a yacer con otros hombres; estos lamentos son una evidencia indirecta de la existencia de la pederastia entre los judíos. 
Cabe también mencionar la controversia alrededor de Saadia Gaon, acusado de participar (pasivamente) en relaciones sexuales con jovencitos en presencia de las sagradas escrituras; en la acusación se añadía que todos los jóvenes de Nehardea sabían dónde encontrarle.
Como ibn Nagrella, todos los poetas de la época «clásica» en la España musulmana compusieron poesía homoerótica, incluyendo muchos ejemplos de moaxajas, en las que los versos finales, las jarchas, están escritas en árabe o lengua romance y a menudo son de naturaleza erótica.  
Cabe señalar que a partir del modernismo árabe, movimiento que se inicia en el siglo IX, la mayoría de las moaxajas están dedicadas a efebos, uno de los tópicos literarios de gran parte de la poesía árabe medieval. 
Aunque ciertamente la lengua hebrea, en comparación con el árabe, no disponía de términos explícitos sobre el sexo, son evidentes tanto la naturaleza del significado de estos poemas como su objeto de deseo; algunos incluso se acercan a descripciones reales de actividad sexual. Debe mencionarse también que incluso tras el periodo andalusí, poemas escritos por judíos y conversos en las colecciones del siglo XV están repletos de insultos sexuales dirigidos a un rival, la mayor parte de ellos acusaciones de comportamiento homosexual.
El hispanista y cervantista estadounidense Daniel Eisenberg dice, en «El Buen Amor heterosexual de Juan Ruiz», que el amor homosexual se dio en gran medida en la península ibérica durante la Edad Media, pero que es «un hecho del que se evita hablar y está sin un estudio de conjunto». La pederastia fue normal entre la clase aristocrática judía en al-Ándalus; según Eisenberg, esto ha sido ampliamente estudiado en inglés y en hebreo, pero no en castellano. Menciona el tomo colectivo Aspectos de la cultura judaica de la Edad Media, que dice que en España se dio «una cultura cortesana y aristocrática caracterizada por un individualismo romántico [en la cual había] una intensa exploración de todas las formas de la sexualidad libertadora: heterosexualidad, bisexualidad, homosexualidad. Pregunte al típico rabino de hoy su parecer sobre la homosexualidad y le dirá que no hay nada menos judaico. Pero no si se estudia la cultura sefardí. La homosexualidad estaba en su centro».
Eisenberg menciona como un «gran secreto, el misterio por antonomasia de la historia medieval española» que la Taifa de Granada fue en realidad un reino judío, en el cual el monarca musulmán era un titular sin poder, donde los judíos no eran dhimmi sino los gobernadores y militares, en referencia a ibn Nagrella. Dice que en este reino la pederastia era aún más frecuente que en el resto de al-Ándalus y vista como autorizada por la Biblia, una parte de la propia nacionalidad que retrocedía hasta la homosexualidad del gran rey-poeta David, y su amor por Jonatán, hijo del rey Saúl; señala a este respecto en su introducción a Spanish writers on gay and lesbian themes: a bio-critical sourcebook (Escritores españoles en temas gais y lésbicos: un libro de consulta biocrítico) que es «inequívoco para aquellos que estudian la Biblia hebrea detenidamente» que la prostitución homosexual sagrada, en el templo, floreció durante los reinados de David y de su hijo Salomón. El amor de Israel por Dios era expresado en ocasiones, como sucede en la poesía de San Juan de la Cruz, como el amor hacia un hombre divino de otro hombre (el pueblo judío) en el rol femenino.
Los judíos en al-Ándalus vivían usualmente en armonía con sus vecinos musulmanes, con los que disfrutaban de una cultura compartida; de modo natural tomaban parte de las fiestas que se alargaban toda la noche, bebiendo vino junto a los hombres musulmanes, disfrutando de las cantantes, los bailarines y coperos que servían el vino. Muchos de ellos amaban tanto a muchachos como a mujeres, y aunque usualmente estaban casados, mantenían relaciones sexuales con jovencitos, lo que no era en absoluto condenado o considerado como una degeneración. 
No sólo eran abundantes, entre musulmanes y judíos, los placeres homosexuales en todo al-Ándalus, sino que eran estimados como más refinados que los heterosexuales entre los acomodados y cultos; al parecer, han sobrevivido datos que permiten saber que a principio del siglo XII los prostitutos sevillanos cobraban más y tenían una clientela de clase más elevada que sus colegas femeninas, cuya clientela estaba formada por la plebe urbana y especialmente los campesinos que llegaban a la ciudad a hacer sus compras.

## Poesía hispanohebrea en al-Ándalus

### La lengua literaria
Como en el resto del mundo árabe de la época, el árabe era el idioma típico de la escritura judía para todas las materias excepto las bellas letras; prácticamente todas las obras judías sobre filosofía, teología, matemáticas y demás están escritas en árabe, normalmente en caracteres hebreos. Este tipo de escritura ha sido llamado judeoárabe, aunque hay poca distinción respecto del lenguaje de los no judíos contemporáneos. La elección del hebreo como lengua poética puede ser la mayor expresión de autoafirmación, incluso aspiración nacionalista, de los hispanohebreos en este periodo. Los poetas árabes consideraban su idioma, la lengua del Corán, como la más hermosa, y el verso árabe como la forma más alta de poesía; los poetas judíos pensaban igual de sus sagradas escrituras y compusieron poemas en hebreo clásico, la lengua de la Biblia. Los poemas hebreos de al-Ándalus utilizaron un registro elevado del lenguaje, facilitado por los avances en el estudio de la gramática hebrea y la interpretación bíblica, que intentaba emular la dicción y el estilo del hebreo bíblico, al tiempo que suprimían elementos que se habían introducido en el lenguaje siguiendo la canonización de la Biblia.

### La poesía hebrea litúrgica
La Biblia hebrea (Tanaj, del acrónimo en hebreo תַּנַ"ךְ) contiene bastantes secciones poéticas, que incluyen canciones como la «Canción del mar» (Éxodo:15) y la «Canción de Débora» (Jueces:5) y libros poéticos como los Salmos y el Libro de Job. El Talmud (התלמוד) también incluye numerosas secciones poéticas. Entre los siglos V y VII, la poesía litúrgica para la sinagoga (piyyut, ;פיוט) floreció en la Palestina bizantina. La asimilación de la poética del piyyut, compleja y opaca, implicaba el reconocimiento de vocabulario inusual, palabras extranjeras, formas gramaticales complejas y un gran número de alusiones a las fuentes religiosas judías.

### Poesía hispanohebrea durante el Califato de Córdoba
En la Bagdad islámica del siglo X, Saadia Gaon inició una corriente poética en un estilo más transparente que descansaba en el vocabulario y dicción bíblicas; puede ser considerado el primero en componer poemas hebreos no litúrgicos desde la Biblia, y como el introductor de conceptos filosóficos y teológicos medievales en la poesía hebrea. El trabajo de Saadia como poeta puede entenderse como un puente entre el antiguo piyyut y la poesía arabizada y secular de los sefardíes: hacia el final del siglo X un estudiante norteafricano de Saadia, Dunash ben Labrat (circa 920-990), llegó al Califato de Córdoba y revolucionó la poesía hebrea en al-Ándalus, imponiendo un sistema de vocales cortas y largas en la lengua hebrea que permitía imitar la métrica árabe, al tiempo que adoptó la estrofa monorrima, estructura de la casida árabe. Prácticamente todos los poetas hispanohebreos adoptaron las innovaciones de Dunash; Moses ibn Ezra sostenía que la mejor poesía hebrea era la compuesta según el modelo árabe; por otro lado, Yehudah Halevi, contemporáneo de ibn Ezra, se mostraba ambivalente frente a las innovaciones métricas, condenándolas a veces como una rendición cultural.

### Los reinos de taifas. El «Siglo de Oro»

Reinos de Taifas hacia 1080. La división del Califato de Córdoba en taifas propició un florecimiento de la literatura en al-Ándalus.

Al igual que sucede en la poesía andalusí, la división del califato en los reinos de taifas y la subsecuente creación de cortes literarias en los distintos reinos, llevó a que el siglo XI sea llamado el «Siglo de Oro» de la poesía hispanohebrea; también como la poesía árabe, la producción poética hispanohebrea disminuyó posteriormente bajo el dominio de almorávides y almohades. 
Poetas destacables en el «Siglo de Oro» de la poesía hispanohebrea fueron Semuel ibn Nagrella (993-1056), Salomón ibn Gabirol (1021-1055), Moses ibn Ezra (1055-1138) y Yehudah Halevi (1074-1141), a los que cabría añadir Yishaq ibn Gayyat (1038-1089) y Abraham ibn Ezra (1092-1167).
Los poetas hispanohebreos se inspiraron especialmente en los poetas árabes orientales, como al-Mutanabbi y Abu Tammam, y no tanto en los andalusíes; la actitud que adoptaron es la misma que al-Mutanabbi, un cierto elitismo frente a una sociedad que no se interesa en la poesía.
Hayyim Schirmann señala en su artículo «The Ephebe in Medieval Hebrew Poetry» (El efebo en la poesía hebrea medieval) que en la poesía hebrea se dio un considerable número de canciones glorificando la belleza de los muchachos. Este fue un fenómeno localizado en las tierras bajo gobierno musulmán, en su mayor parte en España y durante el periodo que transcurre entre el siglo XI y la primera mitad del siglo XIII. 
La poesía amorosa, siguiendo la tradición árabe, se inspiró generalmente en el precedente del bagdadí Abu Nuwas, que describía de modo realista un escenario de seducción relacionado con el vino; también se emplearon otros referentes árabes, como el lamento nasib preislámico o los obstáculos amorosos de la poesía hijazi. Estos antiguos motivos se daban junto al estilo más sofisticado y retórico de poetas posteriores, como Abu Tammam y al-Buhturi.

### Estrofas y géneros de la poesía hispanohebrea
La casida, una oda larga y monorrima, era la forma habitual para los grandes géneros: el panegírico o madih, en honor o alabanza de un gran hombre; el elegíaco, ritza o martiyya, conmemorando la muerte de un gran hombre; y el género satírico, hiya o hichá, en que se ridiculiza al enemigo, aunque este último se encuentra mucho menos presente que en la poesía árabe. También adoptaron la muwassah o moaxaja, forma estrófica posterior a la casida que se dedicaba usualmente a cuestiones relacionadas con los placeres de la vida, descripciones del vino y de su consumo, el amor o expresiones de pesar por lo efímero de dichos placeres. 
Cabe señalar, en relación con las moaxajas árabes, que las jarchas (en árabe, خرجة jarŷa, «salida» o «final»), que eran frecuentemente una cita puesta en boca de algún personaje del poema, solían cambiar del árabe clásico al árabe andalusí coloquial. En las hebreas, este cambio se realizaba entre distintos lenguajes, del hebreo al árabe o bien a lengua romance, lo que testimonia el clima bilingüe (o en el caso de los judíos, trilingüe) de al-Ándalus.
En cuanto a los temas, la poesía hispanohebrea, anteriormente centrada en lo litúrgico, tiene una profunda deuda respecto a la tradición árabe. Hacia el siglo X la cultura árabe había desarrollado una tradición poética rica y variada, que abarcaba desde la poesía del desierto preislámica (periodo Jahiliyyah, جاهلية) a la poesía urbana de los periodos abasí y andalusí. Los poetas hebreos explotaron el tono nostálgico de la poesía del desierto árabe en poemas nacionales y personales sobre su propio exilio; imitaron extensivamente los poemas báquicos y la descripción de los jardines de la poesía árabe, que reflejaban el estilo de vida de una clase aristocrática que compartía valores con sus coetáneos musulmanes; también compartieron el interés por los conceptos neoplatónicos sobre el alma de los poetas andalusíes y los temas de la poesía amorosa árabe, reformulados a través del lenguaje de la Biblia (especialmente el Cantar de los Cantares), que penetraron tanto la poesía hebrea sacra como la secular.

## Homoerotismo en la poesía hispanohebrea
La figura del efebo puede encontrarse por primera vez en dos poetas de finales del siglo X y principios del XI: Ibn Mar Sahul de Lucena e Ibn Khalfun, aunque el grueso de la obra poética de ambos se ha perdido. Esta figura puede encontrarse mejor en la obra de Semuel ibn Nagrella e Ibn Gabirol, posteriormente en Moses ibn Ezra y algo menos en la de Yehudah Halevi, que constituyen el momento álgido de la poesía hispanohebrea, así como en contemporáneos suyos de menor talla, como Ibn Sahal, Isaac ibn Gayyat, Ibn Sheshet, Ibn Barzel... Incluso se dan ejemplos en Abraham ibn Ezra, que mostró en general mayor interés por la poesía religiosa que por la secular, y también en la de su hijo, Isaac ibn Ezra. A partir de la invasión almohade se encuentra más raramente la figura del efebo, y generalmente como continuación de la tradición árabe. Podrían señalarse algunos epigramas compuestos por al-Harizi o poemas de Todros Abulafia, último representante de la corriente arabizante ya en el siglo XIII. A partir de entonces la figura del efebo desapareció de la poesía amorosa y erótica hebrea.
El lenguaje hebreo, en contraste con el árabe, no contiene palabras explícitamente sexuales, de manera que debe expresarse mediante alusiones metafóricas: el joven amado era llamado «gacela» (en hebreo sebi, similar al sonido en árabe para sabi, «muchacho») o bien «cervatillo»:

El deseo permanece en el corazón como fuego
Debido a los ojos de un amado desde que lo vi por vez primera.
Como él odia mi alma, yo la odio,
¡Porque es consejo de la maldad amar lo que la gacela odia!

El día en que arde en mis costillas una llama
de dolor, no tengo punto de apoyo
A excepción del vino y una gacela generosa
de corazón, en quien hay alegría para el corazón.
En pie, canta, mi cervatillo - en pie, canta, perfecta
Belleza, por nombre padre de una multitud,   [Abraham]
Oro refinado en un crisol -
Para mis oídos deleite en el tumulto.
 Yosef ben Sadiq (circa 1075-1149)
Schirmann, ha-Shirah ha-ivrit bi-Sefarad uvi-Provans (Jerusalén - Tel-Aviv, 1954), I, 547-58, nº 2

En un apasionado poema de Semuel ibn Nagrella, el primer gran poeta hebreo de al-Ándalus, en el que se lamenta de la promiscuidad de su joven amado, se aprecian, además de la mención a la gacela, otras dos metáforas: las flechas, que usualmente se utilizan en referencia a las miradas del joven amado; y el arco tenso, que puede referirse a las pestañas, pero habitualmente hace referencia al pene:

Hermosa gacela, bendición enviada del cielo
en la tierra, sácame de la trampa.   [de la pasión]
Sáciame con la caridad de tu lengua,   [saliva]
como una jarra llena de buen vino.

Tú prevaleces sobre los héroes, y no con armas,
y sobre espadas, sin un ejército.
Curas al herido de muerte sin medicina
o curación alguna de la herida.
Dime, ¿hay un fin a tu vagabundeo [de hombre en hombre]
y por cuánto tiempo? ¿Cómo, oh cómo,
Puedes estar entre amigos y fusilarlos
con tus flechas y tu arco tenso?
Te regocijas en sus males, como un enemigo -
¿por qué alguien como tú hace esto?
 Semuel ibn Nagrella (993-1056)
Divan, ed. Jarden (Jerusalén, 1966), pp.221-22, nº 75, traducido al inglés en el artículo «Deal Gently with the Young Man': Love of Boys in Medieval Hebrew Poetry of Spain» (Tratar gentilmente con el joven: amor por los muchachos en la poesía hebrea medieval de España) de Norman Roth, aparecido en Speculum 57.1 (1982), 20-51, con notas adicionales, p.34

En otro poema de ibn Nagrella, el poeta se ha enamorado de un joven que recoge rosas en el jardín de un amigo que lo rechaza. El poeta dice que si el amigo se diera cuenta de la belleza del joven, abandonaría a su propio amado. El joven pide la miel de la enseñanza religiosa, y el poeta, audaz, sugiere que el muchacho le dé la miel de su boca:

Cierto que la gacela que recoge rosas en tu jardín he amado -
Por tanto, dirige tu ira contra mí.
Si tu vieras con tus ojos aquel a quien he amado,
¡entonces quien amas te buscaría y no te encontraría!
Él me dijo: «Dame, por favor, la miel de tus palabras» -
Yo le contesté: «Dame la miel de tu lengua.»
Él se enojó y dijo airado: «¿Debemos pecar
al Dios vivo?» Yo le respondí: «En mí, señor, sea tu pecado.»
 Semuel ibn Nagrella (993-1056)
Divan, ed. Jarden (Jerusalén, 1966), pp.297, nº 162, traducido al inglés en el artículo «Deal Gently..» de Norman Roth, con notas adicionales, p.35

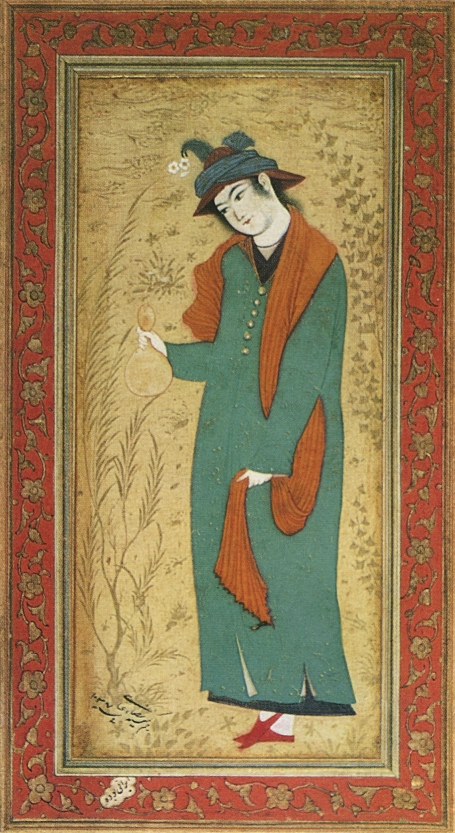
Copero (miniatura) de Reza Abbasi. o. El copero es una figura que reúne las temáticas báquica y homoerótica en la poesía medieval de al-Ándalus, tanto en la tradición árabe como en la hebrea.

La figura del copero jugaba frecuentemente un papel de coquetería y erotismo, dedicado al placer de los aristocráticos bebedores, combinando los géneros báquico y amoroso. En un poema corto de ibn Nagrella el copero, viendo la copa de vino en las manos del bebedor, le dice «¡Bebe la sangre de las uvas de entre mis labios!» La poesía medieval hebrea (y la árabe) que trata el tema erótico puede ser descrita como una «poesía del deseo» o «poesía de la pasión»; los poemas no reflejan necesariamente experiencias vividas, sino posiblemente sentimientos de anhelo no consumado:

El copero habla lánguidamente,
a pesar de que derriba a hombres poderosos
con sus suaves palabras.
Sus ojos son grandes con magia,
son hermosos,
son hechiceros....
 Semuel ibn Nagrella (993-1056)

Entre la élite de al-Ándalus se contaban los poetas y hombres de letras, y muchos poetas que escribían en árabe y hebreo, tanto en temas religiosos como seculares. Entre los poemas de amor escritos por ambas culturas hay una considerable selección de poemas homoeróticos, algunos ciertamente subidos de tono, aunque la mayoría son simplemente poemas de amor, a menudo sobre un amor oculto o no correspondido, cuya única diferencia es que el objeto de deseo es un joven, a menudo denominado «gacela» o «cervatillo».

Se sintió atraído y fuimos a casa de su madre.
Allí inclinó su espalda a mi pesado yugo.
Noche y día a solas estuve con él.
Le quité sus ropas y él me quitó las mías.
Yo sorbía de sus labios y él me amamantaba.
 Moses ibn Ezra (1055-1138)

En el poema de Yehudah Halevi «Ese día mientras le tuve», que consiste básicamente en una traducción de un poema del iraquí al-Mutanabbi, el poeta ajustó libremente la situación cambiando el género del amante de mujer a hombre, algo que ninguna convención o métrica hacía necesario:

Ese día mientras le tuve en mis rodillas
él se veía allí en mis ojos y trató
de engañarme. Los besó muy suavemente-
besándose a sí mismo, no a mí...
 Yehudah Halevi (1074-1141) 

Cabe mencionar, ya en época almohade, la figura de Ibn Sahl, al que llamaban el israelita de Sevilla (1212-1251). Sus poemas dedicados a los efebos, de una forma casi griega, cultivaban temas y maneras de géneros, indistintamente tradicionales o clásicos árabes, o grecolatinos. Nacido judío, Ibn Sahl se hizo musulmán, experiencia que describió mediante poemas homoeróticos; así, amando a un efebo llamado Musa (Moisés), le abandona por otro llamado Mohammed (Mahoma).

Encontré consuelo de Musa en el amor de Mohamed,
fui guiado justamente, y con ayuda de Dios.
No sucedió porque le odiase sino simplemente
porque los mandatos de Musa fueron anulados por Mohamed.
Ibrahim ibn Sahl, Diwan, Cairo 1927, p.35

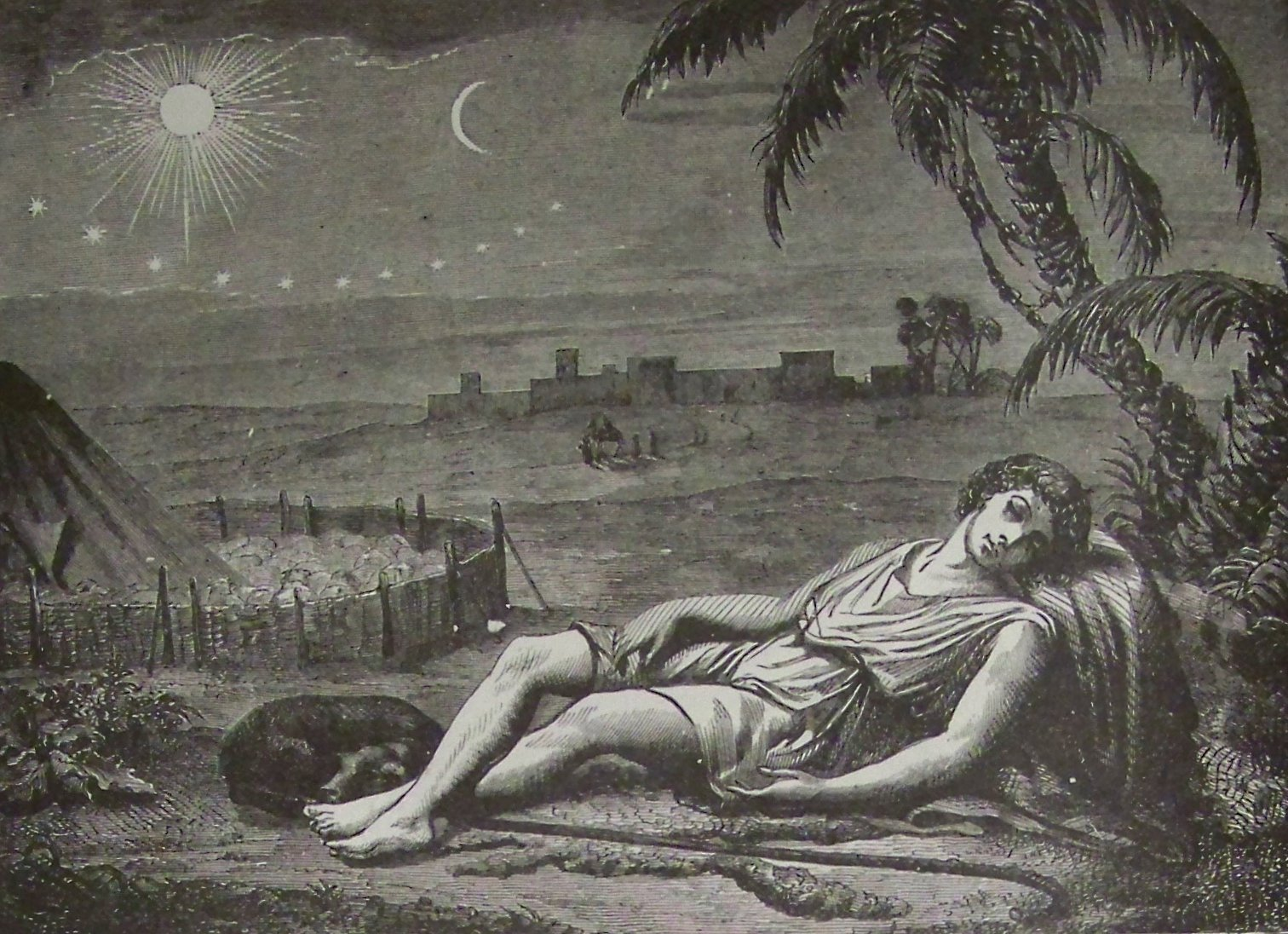
El sueño de José, ilustración de la Biblia Holman (1890). El patriarca José es considerado un representante de la belleza masculina también para los musulmanes. García Gómez señala en su introducción a El collar de la paloma que los musulmanes llaman «al-iftitān bi-l-suwar» al «trastorno o conmoción que sufren las almas al contemplar la belleza concretada en formas armoniosas», ilustrándolo con la historia de las nobles egipcias que se cortan los dedos mientras pelan naranjas, arrebatadas por la belleza de Yūsuf (José).

Uno de los poemas dedicados a su primer amante es una muestra del preciosismo y las imágenes de «segunda potencia» que se dieron en la época, donde las patillas del amado se asemejan a las patas de los escorpiones y los ojos a flechas o espadas:

¿Es un sol con la túnica de púrpura
o una luna ascendiendo sobre una rama de sauce?
¿Muestra unos dientes o son perlas enfiladas?
¿Son ojos lo que tiene o dos leones?
¿Una mejilla de manzana o una rosa
que de los escorpiones guardan dos espadas?
Teresa Garulo, Ibn Sahl de Sevilla, Madrid, 1983, p. 53.

También Judah ben Solomon al-Harizi (ca.1170 - ca. 1230), más conocido como al-Harizi, dedicó poemas a los efebos; en Las asambleas de los sabios (Tahkemoní) presenta varios poemas en los que se dirige amorosamente a un sebi (traducible como gamo o gacela macho) con versos como «gamo encantador, me has destrozado con tu belleza» o «gamo encantador, que habitas en mi corazón». 
En uno de ellos, dedicado «a la pasión de los días de la juventud, al placer de la mocedad», compara al efebo con José, el patriarca bíblico, considerado representante de la belleza masculina:

Gamo encantador, como José en su belleza.
Sobre su cabeza tiene una corona gloriosa, como un holem.
Mi alma es para la palma de su pie como un hireq.
Es orgulloso y altivo sobre mí como el holem.
Fui furtivamente al jardín de su cara como un ladrón
a recoger las delicias de su boca y devorarlas.
Sobre mí brilló el sol de sus mejillas
y tomó venganza en mí. Pagué con la hacienda de mi espíritu.
 al-Harizi (ca.1170 - ca. 1230)
Las asambleas de los sabios, macama 50, 33.

Los autores de poesía homoerótica eran grandes rabinos y eruditos de la época, líderes de la comunidad judía. 
Según Norman Roth, para los poetas hispanohebreos no había inconsistencia entre llevar una vida religiosa, en observancia de los mandamientos y el amor de Dios, y disfrutar los placeres sensuales del vino y el amor por mujeres y muchachos. La figura del sebi o efebo amado, de modo único en la poesía religiosa de la España medieval, fue también utilizada como motivo alegórico en la poesía religiosa hispanohebrea. Aunque algunos de estos poemas expresaban la imaginería amorosa desde el punto de vista de una mujer amada, la mayor parte seguía exactamente la poesía homoerótica secular, compartiendo términos y expresiones de amor, el sentimiento de abandono, el mal de amores y demás motivos, de tal modo que estos poemas llegan a confundir al lector en un principio, y sólo gradualmente la naturaleza alegórica y el tema religioso del poema se hacen evidentes. El amado puede ser, dependiendo del caso, Israel, Dios o el mesías. Se trata de poemas que, en muchos casos, se caracterizan por el atrevimiento de utilizar, en un contexto religioso, imágenes y palabras típicamente asociados con la poesía erótica, como por ejemplo «beber la saliva de la boca del amado».

## Crítica académica
La poesía homoerótica en al-Ándalus, ya sea árabe o hebrea, solía ser más convencional y elaborada en relación con la mucho más explícita y realista de autores como Abu Nuwas. 
Los traductores y expertos se enfrentan, en la interpretación del género del objeto de deseo, con el uso de los mismos estereotipos descriptivos en las muchachas y los jóvenes amados por los poetas, a lo que se añade el hecho de que los autores, judíos piadosos, se disculparan en ocasiones por la obscenidad de sus obras, excusándola como ejercicios o alegorías.
En la crítica del siglo XX, especialmente en Israel, se puso en duda si el amor por los efebos se dio efectivamente en los ambientes cortesanos judíos de al-Ándalus. Autores como Nehemiah Allony en su artículo «The "Zevi", Hebrew Poetry in Spain» (El Zevi, poesía hebrea en España), publicado en la revista Sefarad (1963), dijeron que los poemas de amor hacia jóvenes eran producto de un ejercicio literario sin ninguna relación con la situación real en las cortes judías.
Hayyim Schirmann, la mayor autoridad del siglo XX en la poesía hispanohebrea, consideraba en «The Ephebe in Medieval Hebrew Poetry» (El efebo en la poesía hebrea medieval) que este tipo de sexualidad era un fenómeno que se dio entre los judíos en los países musulmanes, pero que no puede asegurarse que los poetas reflejaran en su obra homoerótica experiencias personales, especialmente dado que en la Edad Media, afirma, la poesía era «más que nunca un arte de la estilización.» No obstante, mencionaba a continuación que, aun pudiendo tratarse de una mera imitación estilística en competición con los poetas árabes de su tiempo, no todos los tópicos de la poesía árabe habían sido abordados, y que debía haber alguna relación entre la vida y experiencias de los judíos y los temas de su poesía; los judíos no cazaban, y no escribieron poemas cinegéticos a imitación de los árabes; los árabes mencionaban animales que no eran familiares para los judíos, como camellos y leones, temas y motivos que tampoco se encuentran en su poesía; también los poemas de guerra eran comunes entre los árabes, y con la excepción de ibn Nagrella no se dieron entre los poetas hebreos. Concluía que el homoerotismo no pudo estar completamente ausente de la vida de los hebreos, o sus poetas no habrían adoptado el tema en su literatura.
Según Peter Cole, en su premiada antología The dream of the poem (El sueño del poema) de 2007, aunque poemas como «Ese día mientras le tuve» de Yehudah Halevi no confirman necesariamente la experiencia homosexual de un poeta, proporcionan evidencia de que los poetas hispanohebreos no usaban meramente la convención árabe del poema homoerótico con objeto de disfrazar el afecto por el sexo opuesto. Incidía también en ello Schirmann al señalar que los poetas hebreos distinguían claramente entre las figuras femenina y masculina, citando a Moses ibn Ezra, en su libro Anaq: «Parte segunda sobre reuniones sociales y... la belleza de muchachas  -y muchachos- esclavos»; también cita a Todros Abulafia: «¿Cómo he de vivir sin un sebi o una sebiyya?», diferenciando entre el macho y la hembra de la gacela.
El rabino ortodoxo Steven Greenberg discute en Wrestling with God and men: homosexuality in the Jewish tradition (Luchando con Dios y los hombres: homosexualidad en la tradición judía) de 2005 la postura académica que por muchos años sostenía que se trataba de un ejercicio de estilo. Greenberg, considerado el primer rabino ortodoxo en salir del armario concluye, analizando los argumentos de Schirmann, que los poemas homoeróticos hispanohebreos deben ser contemplados como una expresión de sentimientos auténticos más que como un simple juego competitivo con los poetas árabes. 
Sostiene además que mientras que los poemas homoeróticos no se dieron prácticamente entre los poetas hebreos de ningún otro tiempo o lugar en la historia, los poemas de autores como Moses inb Ezra, Yehudah Halevi son un testimonio de la existencia del amor homosexual en la particular cultura del ál-Ándalus hebreo. En ese mismo sentido se pronuncia Norman Roth, en la introducción a la sección dedicada a la poesía hebrea de Gay and lesbian poetry: an anthology from Sappho to Michaelangelo (Poesía gay y lésbica: una antología desde Safo a Miguel Ángel), en la que ofrece como referencia varios artículos suyos sobre este tema.